# 科利尼山
16°18′57″S 68°2′53″W / 16.31583°S 68.04806°W
科利尼山（Q'ulini），是玻利維亞的山峰，位於該國西部拉巴斯省的佩德羅多明戈穆里略省，屬於安第斯山脈中玻利維亞瑞阿爾山脈的一部分，海拔高度4,968米。